# A Night to Remember (album)
Pour les articles homonymes, voir A Night to Remember.
Albums de Cyndi Lauper
True Colors The Best Remixes
Singles
A Night to Remember est le troisième album de la chanteuse américaine Cyndi Lauper. Sorti en 1989 sur le label Epic, cet album contient le hit I Drove All Night, repris par Céline Dion en 2003. Toutefois, cet album, aux sonorités plus rock que She's So Unusual et True Colors, connaîtra un succès moindre que les deux précédents disques. 

## Liste des pistes
1. Intro – 0:27
2. I Drove All Night (Kelly, Steinberg) – 4:11
3. Primitive (Kelly, Lauper, Steinberg) – 3:48
4. My First Night Without You (Kelly, Lauper, Steinberg) – 3:01
5. Like a Cat (Amphlett, Kelly, Steinberg) – 3:25
6. Heading West (Kelly, Lauper, Steinberg) – 3:55
7. A Night to Remember (Lauper, Micale, Previte) – 3:43
8. Unconditional Love (Kelly, Lauper, Steinberg) – 3:56
9. Insecurious (Child, Lauper, Warren) – 3:30
10. Dancing With a Stranger (Chiten, Lauper, Previte) – 4:12
11. I Don't Want to Be Your Friend (Warren) – 4:22
12. Kindred Spirit (Lauper) – 1:16

## Personnel
Selon les informations contenues dans le livret inclut dans l'album:
- Cyndi Lauper – chant, churs, dulcimer, arrangements
- Jeff Bova – claviers, arrangements
- Tommy Mandel – claviers
- John Turi – claviers, saxophone
- Peter Wood – claviers
- Rockin' Dopsie (Alton Jay Rubin) – accordéon
- Bobby Bandiera – guitare
- Eric Clapton – guitare (9)
- Dave Dale – guitare
- Rick Derringer – guitare
- John McCurry – guitare, sitar électrique
- Rob Newhouse – guitare
- Paul Pesco – guitare
- Bootsy Collins – basse
- Leigh Foxx – basse
- Neil Jason – basse
- Bakithi Khumalo – basse
- T.M. Stevens – basse
- Tom "T-Bone" Wolk – basse
- Steve Ferrone – batterie
- Jimmy Bralower – programmation de batterie, arrangements
- Joe Bellia – boîte à rythmes
- Carole Steele – percussions
- George Recile – triangle
- Lennie Petze – arrangements (1-5, 7, 9, 10, 12)
- Eric "ET" Thorngren – arrangements (1-5, 7, 9-12)
- Billy Steinberg – arrangements (6, 8)
- Phil Ramone – arrangements (7, 11)
- Larry Blackmon – chœurs
- Angela Clemmons-Patrick – chœurs
- Gordon Grody – chœurs
- Tomi Jenkins – chœurs
- Tom Kelly – chœurs
- Nathan Lefttenant – chœurs
- Franke Previte – chœurs
- Frank Simms – chœurs
- George Simms – chœurs
- David Spinner – chœurs

Modèle:Div col fin